# Abenteuer auf Schloß Candleshoe
Abenteuer auf Schloß Candleshoe (Candleshoe) ist ein britisch-US-amerikanischer Abenteuerfilm von Norman Tokar aus dem Jahr 1977. Die Hauptrollen in dieser Disney-Produktion spielen Helen Hayes und Jodie Foster.
Die Handlung basiert auf dem Roman Christmas auf Candleshoe von Michael Innes.

## Handlung
Die Waise Casey Brown wächst in Los Angeles auf. Der Engländer Harry Bundage bringt sie nach Großbritannien, damit Casey die verschollene Enkeltochter der Adelsfrau St. Edmund spielt. Die Lady St. Edmund ist Besitzerin des Schlosses Candleshoe, wo ein Schatz vergraben sein soll.
Der Butler Mr. Priory spielt manchmal den Gärtner und den Fahrer, um vor Lady St. Edmund zu verschleiern, dass sie sich in einer schlechten wirtschaftlichen Lage befindet. Die Lage verschlechtert sich nach einer Zahlungsforderung der Steuerbehörden. Auf dem Schloss leben bereits vier Waisenkinder, die gemeinsam mit Casey nach dem Schatz suchen. Casey will ihn nicht mehr an Bundage übergeben.
Am Ende gibt Mr. Priory sein Täuschungsmanöver zu. Lady St. Edmund gibt zu, dass sie das Spiel längst durchschaute.

## Synchronisation
| Darsteller     | Sprecher          | Rolle           |
| -------------- | ----------------- | --------------- |
| David Niven    | Reinhard Glemnitz | Priory          |
| Jodie Foster   | Alexandra Ludwig  | Casey Brown     |
| Helen Hayes    | Alice Franz       | Lady St. Edmund |
| Leo McKern     | Donald Arthur     | Mr. Bundage     |
| Sydney Bromley | Werner Abrolat    | Mr. Thresher    |

## Kritiken
- „Kitschige Kinderfilm-Idylle, die vor Edelmut trieft und vorgaukelt, daß das Böse lediglich komisch ist.“ – Lexikon des internationalen Films (CD-ROM-Ausgabe), Systhema, München 1997.
- „Es ist eine Kultur-Clash-Komödie, ein Abenteuer um einen versteckten Schatz und eine herzerwärmende Familiengeschichte in einem. Es ist einer dieser seltenen Kinderfilme, die auch Erwachsene genießen können.“ („It’s a culture clash comedy, a hidden treasure mystery/adventure and a heartwarming tale of family all rolled into one. It’s that rare kid’s movie that adults can also enjoy.“) – George Rother, MovieGuy24/7[2]
- Louis Chunovic wies in seinem Buch Jodie Foster. Ein Porträt darauf hin, der Film sei als mäßig empfunden worden, aber Jodie Foster habe gute Kritiken bekommen.